# Triplicate
Triplicate est un album du Dave Holland Trio.

## Description
Cet album réunit Dave Holland avec son ancien collaborateur Jack DeJohnette (notamment chez Miles Davis) et le saxophoniste Steve Coleman, qui avait joué dans le quintet du bassiste les années précédentes.

## Titres
Sauf indication, tous les titres sont composés par Dave Holland.
1. Games (Coleman) (5:04)
2. Quiet Fire (5:47)
3. Take The Coltrane (Ellington) (6:24)
4. Rivers Run (9:14)
5. Four Winds (4:18)
6. Triple Dance (8:05)
7. Blue (DeJohnette) (6:06)
8. African Lullaby  (Traditionnel) (3:08)
9. Segment (Parker) (6:34)

## Musiciens
- Dave Holland – Basse
- Jack DeJohnette – Batterie
- Steve Coleman – Saxophone Alto